# Бранзари (Арђеш)
Бранзари (рум. Brânzari) насеље је у Румунији у округу Арђеш у општини Мичешти. Oпштина се налази на надморској висини од 378 m.

## Становништво
Према подацима из 2002. године у насељу је живело 81 становника, од којих су сви румунске националности.